# 小巻亜矢
小巻 亜矢（こまき あや、1959年8月16日 - ）は、日本の実業家、起業家。株式会社サンリオエンターテイメント代表取締役社長、サンリオピューロランド館長、松竹株式会社取締役、子宮頸がん予防啓発活動「ハロースマイル(Hellosmile)」委員長、NPO法人ハロードリーム実行委員会代表理事、一般社団法人SDGsプラットフォーム代表理事。東京都港区赤坂出身。東京大学大学院教育学研究科修士課程修了。

## 経歴
1959年（昭和34年）東京都港区赤坂に生まれる。港区立赤坂小学校、東洋英和女学院中学部・高等部、成城大学法学部を卒業。
1982年（昭和57年）株式会社サンリオ入社、直販部に配属。25才で結婚退職、出産、離婚後、化粧品会社の販売員を経て、サンリオ関連会社に化粧品事業の研究所長として復帰する。
2008年（平成20年）企業内起業で株式会社Nal、NPO法人ハロードリーム実行委員会を設立。自らの経験を活かした子育て支援や女性のマイスタイル確立のためのセミナー・ 講演を中心に活動。子どもたちがいきいきと夢を育める社会の実現を目指して、全国で子ども【小・中・高・大】を対象に、自分を理解し受け入れるための授業「Class-i(クラスアイ)」、保護者向けには、コーチングの知識に基づいたコミュニケーション講座「笑顔のコーチング」講師養成講座などを行う。
自身が40代で乳がんを患い、治療した経験から2010年（平成22年）若い女性に増えている子宮頸がんの予防啓発を目指す取り組み「ハロースマイル(Hellosmile)」を立ち上げる。
2011年（平成21年）52才で東京大学大学院教育学研究科に入学。2013年（平成25年）同大学修士課程修了。哲学や言語学、アートなど単位にならない授業まで興味の赴くままに受講。どうやって自分と向き合うかの研究に興味があり、対話的自己論をテーマに修士論文を書いた。
2014年（平成26年）サンリオエンターテイメント顧問に就任。2015年（平成27年）サンリオエンターテイメント取締役就任。2016年（平成28年）サンリオピューロランド館長に就任。当時経営が苦しかったピューロランドの「奇跡のV字回復」などとメディアに呼ばれるほど経営の立て直しに成功した。
2018年（平成30年）10月、トルコにて国連人口基金（UNFPA）から感謝状を贈呈。2011年からTOKYO FM、サンリオなど30以上のサポーター企業・団体がCSR活動の一環で推進する日本発の子宮頸がん予防啓発プロジェクト「Hellosmile」の意義をハローキティとともに世界に発信した経緯が評価された。
2019年（平成31年）3月27日、多摩市観光まちづくり交流協議会会長に就任。同年5月、一般社団法人SDGsプラットフォームを設立。同年6月、サンリオエンターテイメント代表取締役社長に就任。同年11月29日、雑誌『日経ウーマン』が発表する「ウーマン・オブ・ザ・イヤー2020」で大賞を受賞。
2020年（令和2年）4月6日より番組企画を担当するテレビ東京系列『ファンファンキティ!』が放送開始。同年9月15日、雑誌『フォーブス』が発表する「アジアで影響力のあるビジネスウーマン」25人のうちの1人に選出される。
2021年（令和3年）5月25日、松竹取締役に就任。2023年（令和5年）7月4日、富国生命保険取締役に就任。

## 人物
- 就職活動時に1番入りたかった会社がサンリオ。当時サンリオが出していた「いちご新聞」がサンリオのお店で売っていて、そこで見たサンリオ社内で働いている方の姿に一目惚れした。「社員は好きな時間に散歩に行くんだ。そうしないと自由な発想ができない」という内容に電流が打たれた衝撃を受けたという。会社の理念が「みんな仲良く」というメッセージを創業社長が“いちごの王さま”として発信していた内容を読んで、「お友達を大切にしよう」など素敵な言葉を寄せていた。サンリオのキャラクターが好きだから、というよりも創業社長の理念に魅かれて入社することになった[19]。
- 就職の最終面接はサンリオ創業者で今は会長になっている辻信太郎（当時社長）だった。とても気さくな人でニコニコして小巻の資料を見ながら、「あなたはね、成績はすごく優秀だけど性格が真面目すぎるね、もうちょっと柔軟に物事を考えないと」とアドバイスを受けた。入社後には辻から「サンリオという社名の由来は、サンはサンフランシスコのサンと同じ「聖なる」という意味で、リオはリオデジャネイロのリオと同じ「河」、合わせて「聖なる河」という意味。一つの製品ができるまでには企画する人、デザインする人、作る人、そしてその人たちの家族など多くの人々がいて、みんなの思いを乗せて聖なる河を流れるように運ばれてくる商品だから、売り場に立つあなたたちは最高の笑顔でお客様に渡してください」と言葉を受け、40年経った今でも小巻の中に大切にすることとして刻まれている[10]。
- 25歳で結婚してアメリカのサンフランシスコで生活をしたことで、色々な価値観のある人に出会えた。現在キャラクターの魅力を考えるとき、なぜキャラクターを介在すると海外の人とのコミュニケーションがスムーズなのか？答えにつながっている[19]。
- 心の師匠は松任谷由実。迎合しない生き方、歌全曲を尊敬する。ひとつひとつが1本の映画だと思っている。20～30代のとき随分、励まされ、アメリカにいたときでもユーミンのライブのために必ず日本に戻っていた。特にお気に入りソングは「やさしさに包まれたなら」[19]。
- NHKの番組で好きな言葉に米国の精神科医・エリザベス・キューブラー＝ロスの著書に書かれた言葉をあげている。「変えられないものを受容する度量」「変えられることを変える勇気」「両者の違いを見分ける知恵」をどうか与えてください、と。

## 資格
- 米国CCC,Inc.認定GCDF-Japanキャリアカウンセラー[8]
- 米国CTI認定プロフェッショナルコーアクティブコーチ[8]
- ファミリービジネスアドバイザー[8]

## 出演

### テレビ
- 『プロフェッショナル 仕事の流儀』（NHK総合テレビ）
- 『がっちりマンデー!!』（TBSテレビ）
- 『セブンルール』（関西テレビ）
- 『栗山英樹 ザ・トップインタビュー』（NHK BS）[20]

### ラジオ
- 『Hellosmile café』（TOKYO FM、2013年1月4日 - 2015年6月26日） - パーソナリティ
- 『Hellosmile Lounge』（TOKYO FM、2015年7月5日 - 2017年3月26日） - パーソナリティ

## 書籍
- 『女神の法則 セルフコーチングで愛される自分に必ずなれる』（講談社、2008年11月8日）　ISBN 978-4-06215062-0
- 『笑顔のコーチング』（本間正人と共著、大和書房、2008年10月23日）　ISBN 978-4-47978191-2
- 『働くママのための笑顔で中学受験を勝ち取る方法』（本間正人と共著、ユナイテッド・ブックス、2010年3月10日）　ISBN 978-4-48410304-4
- 『笑顔のコーチング　子育て77のヒント』（本間正人と共著、中村堂、2019年5月25日）　ISBN 978-4-90757157-3
- 『来場者4倍のV字回復!サンリオピューロランドの人づくり 笑顔とモチベーションを引き出す館長の30カ条』（ダイヤモンド社、2019年7月18日）　ISBN 978-4-47810792-8
- 『逆境に克つ! サンリオピューロランドを復活させた25の思考』（ワニブックス、2019年8月21日）　ISBN 978-4-84709828-4
- 『サンリオピューロランドの魔法の朝礼』（総合法令出版、2019年11月8日）　ISBN 978-4-86280715-1
- 『Kawaii経営戦略 幸福学×心理学×脳科学で市場を創造する』（髙木健一と共著、日経BP 日本経済新聞出版、2022年8月6日)　ISBN 978-4-29611369-9

## DVD
- 『プロフェッショナル 仕事の流儀 経営者・小巻亜矢の仕事 ~大丈夫、その言葉が人を強くする~』（NHKエンタープライズ、2021年5月28日）　ASIN:B08XNC1JPW

## 受賞歴
- 『ウーマン・オブ・ザ・イヤー2020 大賞』[21]　※受賞動画